# شرف النود (الشعر)

تعديل مصدري - تعديل

شرف النود هي إحدى قرى عزلة الأ ملؤك بمديرية الشعر التابعة لمحافظة إب، بلغ تعداد سكانها 424 نسمة حسب تعداد اليمن لعام 2004.